# Catherine Hébert
Pour les articles homonymes, voir Hébert.
Catherine Hébert est une réalisatrice québécoise.

## Biographie
Après avoir réalisé des reportages pour la télévision (Télé-Québec), Catherine Hébert - qui a suivi des études de journalisme international - a signé plusieurs documentaires, dont De l'autre côté du pays, tourné en Ouganda et récompensé en 2007 par le prix du public aux Rencontres internationales du documentaire de Montréal.

### Les années d'apprentissage
Catherine Hébert obtient un baccalauréat en communication de l’Université du Québec à Montréal, un diplôme d'études supérieures en journalisme international à l’École supérieure de journalisme de Lille et à l'Université Laval. Son parcours en journalisme l'amène à faire plusieurs reportages à travers le monde. C'est dans ce contexte que de nombreuses réflexions sur le cinéma émergent : « En 2004, j'ai fait un reportage de 20 minutes intitulé Des mangues pour Charlotte, mais le ton était journalistique. Je trouvais le format nettement insuffisant pour parler du conflit et, surtout, pour faire du cinéma. J'ai eu envie de faire un autre tournage qui permettrait aux images de faire ressentir l'expérience vécue là-bas. » Aujourd'hui, elle considère son style beaucoup plus près du documentaire que du reportage.

### Les années africaines
Catherine Hébert entame son premier grand voyage au Sénégal à l’âge de 22 ans à titre de coopérante volontaire dans le cadre d'un projet de coopération internationale avec le Centre d'étude et de coopération internationale. Ce sera le début d’une longue relation avec le continent africain : « Ce voyage en Afrique de l’Ouest a été une expérience initiatique et chaque fois que je remets les pieds sur ce continent, je cherche à renouveler — probablement inconsciemment — cette nouvelle expérience du monde qui m’était offerte. » Ce n'est pas par hasard si son film le plus intime, Carnets d'un grand détour, débute sur ses paroles : « De nouveau je m’en vais en Afrique ». Pendant huit mois, Catherine Hébert accompagne Marc Roger, un lecteur public français né à Bamako, qui décide de faire le voyage à pied entre la Bretagne et le Mali. Ensemble, ils traversent les confins du Maroc, du Sénégal et du Mali et rencontrent un gardien de phare, un écrivain, des enfants bergers et des clandestins venant du Libéria,. Après avoir foulé les terres de l'Ouganda pour son reportage Des mangues pour Charlotte (2004), elle retourne dans le pays pour tourner De l'autre côté du pays (2007). Un an plus tard, elle réalise pour la télévision La longue route de Julienne (2008), tourné, cette fois-ci en République démocratique du Congo.

### L'image comme mobilisation des connaissances
Parallèlement à sa pratique cinématographique, Catherine Hébert s'intéresse au rôle des images comme outil de partage des connaissances. En 2019, elle complète une maîtrise en psychologie de l’Université de Montréal. Son mémoire porte sur la vidéo comme outil de transfert de connaissances en santé publique au Burkina Faso. Elle compare l’efficacité de trois genres narratifs (reportage, théâtre et animation) dans l’amélioration des connaissances des prestataires de soins de santé burkinabè. Elle est également conseillère de recherche dans le programme In Fieri affilié au Centre de recherche en santé publique à l'École de santé publique de l'Université de Montréal.

## Filmographie

### Courts métrages
- 2005 : Le visage que j'avais
- 2008 : La longue route de Julienne
- 2016 : Hier à Nyassan

### Longs métrages
- 2005 :  Thé à l'ambassade
- 2006 : Voici l'homme
- 2007 : De l'autre côté du pays
- 2012 : Carnets d'un grand détour[8]
- 2018 : Ziva Postec, la monteuse derrière le film Shoah

## Récompenses et nominations

### Récompenses et nominations
- 2007 : prix du public aux Rencontres internationales du documentaire de Montréal pour De l'autre côté du pays
- 2011 : Grand prix de la compétition nationale longs métrages aux Rencontres internationales du documentaire de Montréal pour Carnets d’un grand détour
- 2012 : prix Humaniste Festival Vues sur mer à Gaspé pour Carnets d’un grand détour
- 2012 : récipiendaire d'une bourse du Conseil des arts de Montréal pour le programme « Cinéaste en résidence »[9]
- 2020 : prix Gémeaux du meilleur montage dans la catégorie « affaires publiques et documentaire – Émission » pour Ziva Postec, la monteuse derrière le film Shoah[10]
- 2020 : prix Iris du meilleur montage dans la catégorie « documentaire » pour Ziva Postec, la monteuse derrière le film Shoah[11]